# 全球塑膠公約
《全球塑膠公約》是联合国針對全球塑膠污染問題的國際協議，涵蓋塑膠從生產、消費到棄置的整個生命週期，是減少塑膠源頭的重要工具，被認為是自《巴黎氣候協定》以來最重要的國際環境協議。
該公約源於2022年3月2日的聯合國環境大會（UNEA 5.2）決議，175個國家和地區的領袖在肯亞奈洛比達成共識，制定一項具有法律約束力的條約，以徹底解決全球塑膠污染問題。
決議要求聯合國環境規劃署（UNEP）召開「政府間談判委員會」（INC），任務是在2024年底前制定一份關於塑膠污染的國際法律約束性文書（即協議或公約），涵蓋海洋環境中的塑膠污染。

## 起源
全球塑膠公約可追溯至2016年，當時綠色和平及其他環保組織發起了減塑聯盟「解開塑縛」（Break Free From Plastic）。該聯盟自2018年起揭露可口可樂、百事可樂和雀巢三家食品大廠連續三年成為全球主要塑膠污染者，並呼籲企業停止污染海洋。2022年3月的聯合國環境大會（UNEA 5.2）上，與會成員通過決議，計劃在 2024 年底前完成具法律約束力的《全球塑膠公約》。

## 目標
全球塑膠公約擬定的「草案預稿（Zero draft）」第一章明確指出公約的目標是「消除塑膠污染，包括海洋環境中的塑膠污染，並保護人類健康和環境。」此外，還規劃了四項子目標，包括結束塑膠污染；提供整體塑膠生命週期的解決方案，有效應對塑膠污染挑戰；在2040年前透過管理整個塑膠生命週期，有效預防、逐步減少和徹底消除塑膠污染；以及通過管理塑膠及其廢棄物的利用，促進永續發展。
為了解決塑膠帶來的生態浩劫與健康威脅，這份涵蓋塑膠產品完整生命週期的公約，最終目標包括：
- 消除塑膠污染：2040年將塑膠污染降至0%。
- 保護海洋環境：防止塑膠垃圾進入海洋。
- 促進循環經濟：建立塑膠的回收、再利用和再製造體系。

## 談判進度
《全球塑膠公約》談判自 2022 年 11 月開始，至今已完成四輪會議：
1. 第一輪於烏拉圭埃斯特角城舉行，各國代表一致認同解決塑膠污染的迫切性，但同時亦遭到部分政府及化石燃料企業以拖延方式阻礙。（2022.11.28-12.02）
2. 第二輪於法國首都巴黎討論了公約核心要點，包括呼籲塑膠減產與重複使用，但尚未就具體減塑措施達成共識。（2023.05.29-06.02）
3. 第三輪於肯亞首都奈洛比進行，部分國家開始支持減少塑膠生產的條文，但各方勢力意見紛歧且互相反駁，導致未能彙整條約初稿。（2023.11.13-11.19）
4. 第四輪會議在加拿大首都渥太華召開，儘管有20多個國家推動減少塑膠生產，但仍遭到化石燃料業者介入阻撓，進度不盡理想。（2024.04.23-04.29）
5. 第五輪會議分二次會期：第一會期（INC-5.1）於2024年11月25日至12月1日進行，於韓國釜山展開[7]，是五輪談判中相當關鍵的一次談判會議（2024.11.25-12.01）。[8]第二會期（INC-5.2）將於2025年8月5日至14日在瑞士日內瓦進行（2025.08.05-08.14）。[9]

## 內容
成員國同意該條約將具有國際性法律約束力，並應處理塑膠製品包含設計、生產和處置等全部流程中產生的問題。與會者亦討論塑膠中所含的化學成分問題，如添加劑、加工助劑和無意中混入物質等，亦需解決。
在聯合國環境大會第五次全體會議召開前，大多數聯合國成員國皆已表示支持推動制定此全球性公約。其他民間團體，如商界、社團、原住民、工會、產業公會、資源回收業和科學家等，也公開宣示條約的必要性。